# Minusinsk
Minusinsk è una città della Russia siberiana meridionale (Territorio di Krasnojarsk); sorge sulla sponda destra del fiume Enisej, 661 km a sud di Krasnojarsk. È il capoluogo del rajon Minusinskij, pur essendone amministrativamente separata.